# Sportclub Cham
Lo Sport Club Cham (ufficialmente, in tedesco Sportclub Cham 1910) è una società calcistica svizzera con sede nella città di Cham. La sua fondazione risale al 14 giugno 1910.
Milita in Promotion League.

## Storia
La squadra è stata il primo club del Canton Zugo sotto il nome di "Football Club Cham". Ha giocato per decine di anni nelle leghe regionali finché nella stagione 1998-1999 è stato promosso nella Prima Lega (terza divisione del campionato svizzero).
Ad ogni modo, alla fine di quella stagione il Cham è retrocesso in Seconda Lega interregionale (quarta divisione) ove è rimasto sino alla stagione 2002-2003 quando è stato nuovamente promosso in Prima Lega.
Nella stagione 2006-2007 ha ottenuto la promozione nella Challenge League (secondo livello del calcio svizzero).

### Cronistoria
- 1910 - 1999: ?
- 1999 - 2000: Prima Lega
- 2000 - 2003: Seconda Lega
- 2003 - 2007: Prima Lega
- 2007 - 2008: Divisione Nazionale B
- 2008 - 2014: Prima Lega
- 2014 - 2015: 1ª Lega
- 2015 - oggi: Promotion League

(Legenda: Divisione Nazionale A = 1º livello / Divisione Nazionale B = 2º livello / Prima Lega = 3º livello / Seconda Lega = 4º livello / Terza Lega = 5º livello / Quarta Lega = 6º livello / Quinta Lega = 7º livello / Sesta Lega = 8º livello)

## Stadio
Lo SC Cham gioca le partite casalinghe allo stadio del Eizmoos costruito nel 1984, ha una capienza di 1 600 spettatori (100 seduti e 1 500 in piedi). Le dimensioni sono 105.2 m per 67.6 m.
La capacità di 1 600 spettatori non è idonea per la Challenge League perciò nella stagione 2007-2008 lo Sport Club Cham ha disputato le partite casalinghe nello stadio Herti Allmend dove gioca il FC Zug 94

## Organico

### Rosa
Aggiornata al 21 giugno 2016.
| N. |                                 | Ruolo | Calciatore         |
| -- | ------------------------------- | ----- | ------------------ |
| 1  | Svizzera (bandiera)             | P     | Mike Richard       |
| 2  | Liechtenstein (bandiera)        | D     | Ueli Sturzenegger  |
| 3  | Svizzera (bandiera)             | D     | Fabio Niederhauser |
| 4  | Svizzera (bandiera)             | C     | Pascal Christen    |
| 5  | Bosnia ed Erzegovina (bandiera) | C     | Dejan Jakovljević  |
| 6  | Svizzera (bandiera)             | C     | Pascal Bader       |
| 7  | Svizzera (bandiera)             | A     | Reto Scherer       |
| 8  | Svizzera (bandiera)             | C     | Dalibor Stojanov   |
| 9  | Svizzera (bandiera)             | A     | Roman Herger       |
| 10 | Svizzera (bandiera)             | A     | Petar Ugljesić     |

| N. |                     | Ruolo | Calciatore        |
| -- | ------------------- | ----- | ----------------- |
| 11 | Svizzera (bandiera) | A     | Severin Dätwyler  |
| 14 | Svizzera (bandiera) | D     | Pascal Nussbaumer |
| 15 | Svizzera (bandiera) | D     | Lucas Thöni       |
| 16 | Svizzera (bandiera) | P     | Alessandro Merlo  |
| 17 | Svizzera (bandiera) | C     | Michael Keller    |
| 19 | Svizzera (bandiera) | C     | Tobias Walker     |
| 20 | Svizzera (bandiera) | C     | Jessy Nimi        |
| 21 | Svizzera (bandiera) | C     | Dominic Schilling |
| 23 | Svizzera (bandiera) | C     | Cyril Gasser      |
| 27 | Svizzera (bandiera) | D     | Esat Balaj        |

### Staff tecnico
| Allenatore:              | Jörg Portmann  |
| Assistente allenatore:   | Moreno Merenda |
| Allenatore dei portieri: | Marco Trangoni |

## Palmarès

### Competizioni nazionali
- Prima Lega Classic: 2

2012-2013 (gruppo 3), 2014-2015

### Competizioni interregionali
- Seconda Lega interregionale: 1

2002-2003 (gruppo 5)

### Altri piazzamenti
- Promotion League:

Secondo posto: 2015-2016, 2020-2021